# Goldfields-Woodlands-Nationalpark
Der Goldfields-Woodlands-Nationalpark (englisch Goldfields Woodlands National Park) ist ein 690 km² großer Nationalpark im Westen von Western Australia, Australien.

## Lage
Zwischen Coolgardie und Southern Cross erstreckt sich der Park auf einer Länge von 40 km zu beiden Seiten entlang des Great Eastern Highways. Im Westen grenzt er unmittelbar an den Boorabbin-Nationalpark. Beide Parks zusammen mit weiteren Schutzgebieten in dieser Gegend wie etwa dem Victoria Rock Nature Reserve haben eine Fläche von 1520 km². In den nächsten Jahren (Stand 2010) soll das Naturschutzgebiet nochmals auf 3110 km² verdoppelt werden.

## Flora und Fauna
Eine Vielzahl von verschiedenen Landschaftsformen befinden sich im Park, darunter Sandebenen, Süßwassersümpfe, Salzseen mit einem Umland aus Melden (saltbush) und Queller (samphire), Eukalyptenwälder und Granitformationen. In den offenen Waldgebieten findet man unter anderem "Salmon Gums" (Eucalyptus salmonophloia) und "Gimlet Gums" (Eucalyptus salubris). Im Park wurden 17 Säugetier-, 4 Frosch-, 52 Reptilien- und über 100 Vogelarten gezählt, darunter Ningauis, Bilchbeutler, Schmalfuß-Beutelmäuse und verschiedene Fledermausarten.

## Geschichte
Im Park befinden sich Reste der historischen Schmalspurbahnen Kalgoorlie woodlines, auf denen Holz sowohl für den Minenbau als auch als Treibstoff für die Industrie transportiert wurde. Diese wurden nach dem Goldrausch in Coolgardie und Kalgoorlie-Boulder im Jahr 1892 errichtet und waren bis in die 1960er Jahre in Betrieb. Das Holz wurde auch als Treibstoff für den Betrieb von Pumpstationen verwendet, die in einer Pipeline Wasser von Mundaring in die Goldgräberstädte beförderten. Auch hiervon finden sich verschiedene Relikte im Park.